# Биляна Трифонова
Биляна Трифонова (Трифунова) Каранова е българска просветна и революционна деятелка от Македония.

## Биография
Биляна Трифонова е родена през 1876 година в Битоля, тогава в Османската империя. Дъщеря е на Трифон Каранов от Бигор Доленци, виден деец от епохата на църковните борби на българите в Битоля.
Работи като учителка в Битоля и в селата от 1895 година. Последователно преподава в Лерин, Кичево, Прекопана, Битоля, Карбуница, Тресонче, Лазарополе, Орланци, Търново и Вранещица.
Активно участва в революционните борби на ВМОРО, покръстена от Христо Чемков, Георги Попхристов, Георги Пешков, Тома Николов и Гьорче Петров. Подпомагана от Тодорка Паскова, тя укрива и пренася оръжие на организацията, а домът ѝ става място за срещи на дейци на организацията.
След 1913 година, когато Битоля попада под сръбска власт, Биляна Трифонова емигрира в свободна България.
През 1933 година ослепява, а през 1934 година умира в София.
Авторка е на спомени за Илинденско-Преображенското въстание, съхранявани в Държавна агенция „Архиви“ и Българския исторически архив.